# Atlético de Bilbao 1965-1966
Questa voce raccoglie le informazioni riguardanti l'Atlético de Bilbao nelle competizioni ufficiali della stagione 1965-1966.

## Stagione
Come da politica societaria la squadra è composta interamente da giocatori nati in una delle sette province di Euskal Herria o cresciuti calcisticamente nel vivaio di società basche. In Primera División la squadra giunge quinta. Nella Coppa del Generalísimo dopo aver eliminato il Condal al primo turno (doppia vittoria 1-3 e 3-1), il Las Palmas agli ottavi (1-0 e 2-2), l'Atlético Madrid nei quarti (sconfitta 1-0 e vittoria 2-0) ed il Real Betis in semifinale (1-1 e 1-4), l'Atlético perde la finale contro il Real Saragozza per 2-0.

## Rosa
| N. |                   | Ruolo | Calciatore            |
| -- | ----------------- | ----- | --------------------- |
|    | Spagna (bandiera) | P     | José Ángel Iribar     |
|    | Spagna (bandiera) | P     | Juan Manuel Zamora    |
|    | Spagna (bandiera) | P     | Juan Antonio Deusto   |
|    | Spagna (bandiera) | P     | Javier Etxebarria     |
|    | Spagna (bandiera) | D     | Iñaki Sáez            |
|    | Spagna (bandiera) | D     | Juan Ignacio Meltzer  |
|    | Spagna (bandiera) | D     | Manuel González Etura |
|    | Spagna (bandiera) | D     | Luis María Etxeberria |
|    | Spagna (bandiera) | D     | Larrauri              |
|    | Spagna (bandiera) | D     | Ramón Senarriaga      |
|    | Spagna (bandiera) | D     | José María Orúe       |
|    | Spagna (bandiera) | D     | Raúl                  |
|    | Spagna (bandiera) | D     | Jesús Aranguren       |

| N. |                   | Ruolo | Calciatore           |
| -- | ----------------- | ----- | -------------------- |
|    | Spagna (bandiera) | C     | José Antonio Latorre |
|    | Spagna (bandiera) | C     | Luis María Zugazaga  |
|    | Spagna (bandiera) | C     | Koldo Aguirre        |
|    | Spagna (bandiera) | C     | José María Argoitia  |
|    | Spagna (bandiera) | C     | Nicolás Estéfano     |
|    | Spagna (bandiera) | C     | Juan María Zorriketa |
|    | Spagna (bandiera) | A     | Fidel Uriarte        |
|    | Spagna (bandiera) | A     | Javier Ormaza        |
|    | Spagna (bandiera) | A     | Pedro Lavín          |
|    | Spagna (bandiera) | A     | Nando Yosu           |
|    | Spagna (bandiera) | A     | Antón Arieta         |
|    | Spagna (bandiera) | A     | Eneko Arieta         |
|    | Spagna (bandiera) | A     | Txetxu Rojo          |

## Risultati

### Coppa del Generalissimo
| Arbitro: | Félix Birigay |

|                       |           |  |
| Villa 26’ Cardona 41’ | Marcatori |  |

## Statistiche

### Statistiche dei giocatori
| Giocatore       | Primera División | Primera División | Coppa del Generalissimo | Coppa del Generalissimo | Totale   | Totale |
| Giocatore       | Presenze         | Reti             | Presenze                | Reti                    | Presenze | Reti   |
| --------------- | ---------------- | ---------------- | ----------------------- | ----------------------- | -------- | ------ |
| J. Aranguren    | 15               | 1                | 0                       | 0                       | 15       | 1      |
| J.M. Argoitia   | 21               | 3                | 8                       | 2                       | 29       | 5      |
| A. Arieta (II)  | 20               | 5                | 9                       | 2                       | 29       | 7      |
| E. Arieta (I)   | 8                | 2                | 0                       | 0                       | 8        | 2      |
| J.A. Deusto     | 1                | -0               | 0                       | -0                      | 1        | -0     |
| N. Estéfano     | 0                | 0                | 1                       | 0                       | 1        | 0      |
| M. Etura        | 4                | 0                | 0                       | 0                       | 4        | 0      |
| Ja. Etxebarria  | 1                | -0               | 0                       | -0                      | 1        | -0     |
| L.M. Etxeberria | 27               | 0                | 6                       | 0                       | 33       | 0      |
| J.A. Iribar     | 27               | -29              | 9                       | -9                      | 36       | -38    |
| Larrauri        | 24               | 0                | 9                       | 0                       | 33       | 0      |
| J.A. Latorre    | 0                | 0                | 0                       | 0                       | 0        | 0      |
| P. Lavín        | 16               | 1                | 7                       | 2                       | 23       | 3      |
| Koldo Aguirre   | 19               | 6                | 7                       | 3                       | 26       | 9      |
| J.I. Meltzer    | 5                | 0                | 0                       | 0                       | 5        | 0      |
| Nando Yosu      | 3                | 0                | 0                       | 0                       | 3        | 0      |
| J. Ormaza       | 20               | 13               | 6                       | 3                       | 26       | 16     |
| J.M. Orué       | 26               | 0                | 5                       | 0                       | 31       | 0      |
| Raúl            | 0                | 0                | 2                       | 0                       | 2        | 0      |
| T. Rojo         | 17               | 1                | 6                       | 1                       | 23       | 2      |
| I. Sáez         | 7                | 1                | 0                       | 0                       | 7        | 1      |
| R. Senarriaga   | 10               | 1                | 4                       | 0                       | 14       | 1      |
| F. Uriarte      | 26               | 5                | 9                       | 0                       | 35       | 5      |
| J.M. Zamora     | 2                | -3               | 0                       | -0                      | 2        | -3     |
| J.M. Zorriketa  | 21               | 0                | 7                       | 2                       | 28       | 2      |
| L.M. Zugazaga   | 11               | 0                | 4                       | 0                       | 15       | 0      |